# Sibaca
Sibaca es una localidad del estado mexicano de Chiapas. Es parte del municipio de Ocosingo.

## Toponimia
El nombre «Sibaca» proviene del tseltal sibacá. Su significado es «carbón mojado».

## Demografía
| Gráfica de evolución demográfica |
|                                  |

| Censo | Población |
| ----- | --------- |
| 1990  | 1 129     |
| 2000  | 969       |
| 2010  | 1 359     |
| 2020  | 1 367     |